# Megarock Records
Megarock Records es una discográfica proveniente de Suecia la cual está basada por mayor parte a las bandas de heavy metal.

## Bandas
- Abstrakt Algebra
- Ace's High
- Alien
- Backyard Babies
- Bad Habit
- Candlemass
- Criss
- Crossroad Jam
- It's Alive
- Jester
- Landberk
- Machine Gun Kelly
- Misha Calvin
- Nocturnal Rites
- Passion Street
- Pole Position
- The Quill
- Renegade
- Schizophrenic Circus
- Slam St Joan
- Sphinx
- Ten Foot Pole (Suecia)
- Therion
- Tungsten
- The Ungrateful
- Walk The Wire

- Datos: Q11691850